# لوکا چکینی
لوکا چکینی (انگلیسی: Luca Cecchini؛ زادهٔ ۱۰ آوریل ۱۹۹۳) بازیکن فوتبال اهل ایتالیا است.
از باشگاه‌هایی که در آن بازی کرده‌است می‌توان به باشگاه فوتبال تریستیانا و باشگاه فوتبال ویرتوس انتلا اشاره کرد.